# Genesys
Genesys es una empresa que vende experiencia del cliente y tecnología de centros de llamadas para medianas y grandes empresas. Genesys vende software basado tanto en computación en la nube como on-premises. La empresa tiene su sede en Daly City, California y cuenta con oficinas en Canadá, América Latina, Europa, Medio Oriente, África, Asia, y Australia. Genesys fue fundada en el año 1990 y fue adquirida por Permira Funds y Technology Crossing Ventures en febrero de 2012. Paul Segre ha dirigido a la compañía desde el año 2007. En 2013, la empresa generó ingresos anuales por el valor de $740 millones de dólares.

## Historia
Genesys fue fundada por Gregory Shenkman y Alec Miloslavsky en octubre de 1990. La financiación inicial de la compañía fue de 150.000 dólares, hecha en forma de préstamos realizados por las familias de los fundadores. La compañía completó su oferta pública inicial (IPO) en junio de 1997 y comenzó a cotizar en la bolsa de valores NASDAQ bajo el ticker simbol GCTI. En diciembre de ese año, Genesys adquirió Forte Software, Inc. (más tarde nombrado Adante), un desarrollador de software de gestión de correo electrónico. En junio de 1999 la compañía también adquirió Next Age Technologies, un desarrollador de software de gestión de recursos empresariales. Genesys fue adquirida por Alcatel-Lucent (más adelante llamada solamente Alcatel) por $1.5 mil millones a finales de 1999.
En 2001, Genesys compró a IBM los activos de Call Path Computer Telephony Integration (CTI). En 2002, la compañía fortaleció su portal de voz y su sistema de respuesta de voz interactiva (IVR) con la adquisición de Telera Corp., con sede en Campbell, California. Más adelante amplió sus sistemas IVR con la adquisición de GMK y VoiceGenie en 2006.
Paul Segre sustituyó a Wes Hayden como director ejecutivo  de Genesys en octubre de 2007. Hayden, anteriormente se había desempeñado como jefe de operaciones. Dos meses después, en diciembre de 2007, Genesys adquirió Informiam, un desarrollador de software de gestión de rendimiento para operaciones relacionadas con el servicio al cliente. Genesys compró dos empresas en 2008: Conseros y SDE Software Development Engineering. Conseros desarrollaba software de gestión de recursos empresariales a gran escala y SDE creaba software de gestión de servidores.
Permira y Technology Crossover Ventures adquirieron Genesys de Alcatel-Lucent por $ 1.5 mil millones en febrero de 2012. Más tarde, en ese mismo año, Genesys adquirió LM Sistema, un desarrollador brasileño de sistemas IVR.
Genesys adquirió cinco empresas en 2013. En enero, la compañía adquirió Utopía, un proveedor de análisis de voz y optimización de recursos empresariales. Un mes más tarde, compró Angel, un desarrollador de IVR basado en computación en la nube y de software de centro de contacto. En mayo de 2013, adquirió por $ 100 millones de dólares SoundBite Communications, una empresa que producía software basado en la nube de cobros y pagos, marketing móvil y servicio al cliente. Genesys compró, en octubre de ese año, la empresa Echopass, un desarrollador de software de centro de contacto de servicio al cliente basado en la nube. Finalmente, en diciembre, la compañía se expandió aún más en Brasil y en América Latina con la adquisición de Voran Tecnología, un vendedor de software de optimización de recursos y operaciones empresariales.
En enero de 2014, Genesys adquirió Ventriloquist Voice Solutions, un proveedor canadiense de software de múltiples canales de comunicación e interacción del cliente basado en la nube. Ventriloquist había sido anteriormente un socio de Genesys. Asimismo, ese mismo mes, incorporó la empresa Solariat, dedicada a la atención social del cliente y análisis de plataforma.
En mayo de 2014, Genesys adquiere OVM Solutions, una empresa de comunicaciones de mensajería automatizada.
En diciembre de 2016, Genesys completa la compra de Interactive Intelligence por un valor aproximado de 1.400 millones de dólares, convirtiéndose en el líder de las soluciones de atención al cliente omnicanal.